# Cimexomys
Cimexomys is een geslacht van uitgestorven Noord-Amerikaanse zoogdieren dat leefde van het Laat-Krijt tot het Paleoceen. Een tijdje deelde het de wereld met dinosauriërs, maar overleefde ze. Het was een lid van de orde Multituberculata en ligt binnen de onderorde Cimolodonta. Het is misschien een lid van het geslacht Paracimexomys, hoewel dat omstreden is.

## Naamgeving
Het geslacht Cimexomys ('tormuis') werd in 1965 benoemd door Robert Evan Sloan en Leigh Van Valen. De meeste overblijfselen beperken zich tot tanden. 'Cimex' betekent 'tor' (bug), verwijzend naar de typelocatie van Cimexomys minor in de Bug Creek Anthills in Montana, Verenigde Staten.
De opname van Cimexomys in de Paracimexomys-groep is voorlopig (Kielan-Jaworowska & Hurum, 2001, p. 403). Sommige soorten zijn hier in Cimexomys benoemd en worden tegen het einde vermeld. Nieuwe soorten zijn eerder met veel enthousiasme gedoopt en er heeft ook veel heridentificatie plaatsgevonden.

## Soorten
Soorten die al uit het geslacht zijn verwijderd betreffen Cimexomys bellus, Cimexomys clarki en Cimexomys electus.

### Cimexomys arapahoensis
Cimexomys arapahoensis is bekend van vier fossielen van tanden en onderkaken uit de Alexander-lokaliteit van de Denverformatie (Colorado) uit het Vroeg-Paleoceen en is de grootste bekende soort van Cimexomyx. Eric W. Dewar schatte in 2002 zijn massa op ongeveer honderdtwintig gram op basis van zijn onderste eerste kies. Cimexomys minor is ook in deze locatie geïdentificeerd.

### Cimexomys gratus
Dit dier uit het Puercan (Paleoceen) uit Wyoming woog ongeveer honderddertig gram, ongeveer vijf muizen of een derde van een rat.

### Cimexomys judithae
Deze soort (Sahni A. 1972) is ook bekend als Paracymexomys judithae (Archibald J.D. 1982). Fossielen komen uit het Campanien (Laat-Krijt) van de Two Medicineformatie van Montana. Een bijna volledig gebit en skeletelementen werden ontdekt op de Egg Mountain, een vindplaats die beroemd is door een dinosauriër-nestkolonie van Maiasaura, hoewel dit niet het oorspronkelijke materiaal was. Cimexomys judithae is naar verluidt meer afgeleid dan andere soorten, wat het geslacht parafyletisch dreigt te maken (zoals hier blijkt uit de verdere soorten van Cimexomys). Montellano heeft deze soort in 1992 opnieuw toegewezen aan het geslacht Cimex. De lichaamsmassa wordt geschat op ongeveer twintig gram.
Op basis van het nieuwe materiaal uit Montana stelden de auteurs dat Cimexomys te basaal is om te worden opgenomen in de Taeniolabidoidea of Ptilodontoidea. Dit komt overeen met hun conclusie dat Cimexomys voorlopig in de informele Paracimexomys-groep moet worden geplaatst, die werd benoemd voor plesiomorfe (basale), slecht bekende leden van de Cimolodonta, (Kielan-Jaworowska & Hurum, 2001, p. 393).

### Cimexomys minor
Deze kleine soort werd in 1965 benoemd door Rpbert Evan Sloan en Leigh Van Valen. Zijn tijdbereik overspant de Krijt-Paleogeengrens. Vindplaatsen zijn de Hell Creek-formatie, Montana en de Denverformatie, Colorado en de Ravenscragformatie, Saskatchewan (Canada).
Overblijfselen bestaan uit kleine tanden van een achtste tot een tiende van een inch lang. Het dier woog ongeveer vijfentwintig gram, evenveel als een standaardmuis.

### Cimexomys antiquus
Cimexomys antiquus werd in 1971 benoemd door Richard C. Fox. Fossielen zijn bekend uit het Santonien (Laat-Krijt) van Utah. Het typefossiel bevindt zich in Alberta, Canada. Het woog ongeveer dertig gram.

### Cimexomys gregoryi
Fossiele overblijfselen van de soort Cimexomys gregoryi, benoemd door Jeffrey G. Eaton in 1993, zijn gevonden in verouderde lagen uit het Campanien (Laat-Krijt) van de Verenigde Staten. Deze soort vertoont overeenkomsten met het geslacht Bryceomys. De soortaanduiding eert William King Gregory.